# 吉氏舌鰨
吉氏舌鰨為輻鰭魚綱鰈形目鰨亞目舌鰨科的其中一種，為亞熱帶海水魚，分布於西印度洋莫三比克至南非納塔爾海域，體長可達16公分，棲息在底層水域，以底棲性無脊椎動物為食，生活習性不明。

## 扩展阅读
維基物種上的相關：吉氏舌鰨